# Oleg Konstantinovitj av Ryssland
Oleg Konstantinovitj av Ryssland, född 1892, död 1914, var en rysk storfurste. Han var son till storfurst Konstantin Konstantinovitj, sonson till tsar Nikolaj I av Ryssland. 